# Departure (série de televisão)
Departure é uma série de televisão britânica-canadense de 2019 encomendada pela emissora canadense Global Television Network. A NBCUniversal pré-comprou a série com a intenção exibi-la na Universal TV no Reino Unido e Alemanha, e na 13th Street na França e Espanha, bem como na Universal TV na África e na 13th Street na Polônia. 
Departure estreou na Universal TV em 10 de julho de 2019. A Global Television desde então confirmou que a série irá ao ar em sua rede no quarto trimestre de 2020. Em 14 de julho de 2020, o serviço de streaming da NBC, Peacock adquiriu a série nos Estados Unidos, onde estreou em 17 de setembro de 2020. 
Em 11 de setembro de 2020, a série foi renovada para uma segunda temporada e em 2021, terceira.
No Brasil, estreou em 14 de maio de 2021 no Globoplay, estando disponível as três temporadas.

## Sinopse

### Primeira temporada
Kendra Malley, recentemente viúva, é uma brilhante investigadora de aviação. É chamada pelo seu ex-chefe Howard Lawson para investigar o misterioso desaparecimento. Com o mundo inteiro a assistir, Kendra e a sua equipe correm para identificar a aeronave desaparecida e localizar possíveis sobreviventes. Eles tentam lutar contra uma série de suspeitos e motivos – suicídio de pilotos, terrorismo, assassinatos por motivos políticos, falhas nos sistemas – para descobrir o que realmente aconteceu e impedir que aconteça novamente.

### Segunda temporada
A 2ª temporada segue Kendra Malley sendo recrutada para investigar um novo desastre, dessa vez  o descarrilamento de um trem de alta velocidade na zona rural de Michigan. Pressionada para resolver o enigma à medida que uma pequena cidade escala ao pânico, as investigações revelam uma série de eventos desconexos e uma lista gigantesca de suspeitos com motivos bastante críveis: um funcionário desiludido, um político local anti-tecnologia, o magnata que desenvolveu o software do trem e um homem que tem laços com um cartel de drogas mexicano.

### Terceira temporada
Kendra Malley é convocada para investigar o naufrágio de um navio e tenta localizar possíveis sobreviventes. Com destino a Newfoundland, no Canadá, a embarcação transportava 500 passageiros.

## Elenco
- Archie Panjabi como Kendra Malley; Investigador TSIB.
- Christopher Plummer como Howard Lawson; Gerente Sênior do TSIB e mentor de Kendra.
- Kris Holden-Ried como Dom; Investigador TSIB e parceiro de Kendra.
- Rebecca Liddiard como Madelyn Strong; único sobrevivente do voo 716.
- Peter Mensah como Levi Hall; Investigador TSIB sênior.
- Claire Forlani como Janet Friel; Oficial do MI5 designado para a investigação.
- Tamara Duarte como Nadia; Investigador TSIB.
- Mark Rendall como Theo; Investigador TSIB.
- Alexandre Bourgeois como AJ Malley; Filho adotivo de Kendra.
- Shazad Latif como Ali; Namorado de Madelyn Strong.
- Sasha Roiz como Pavel Bartok; CEO da Bartok Airways.
- Allan Hawco como Capitão Richard Donovan; piloto do voo 716.
- Kristian Bruun como Daniel Hoffman; passageiro no voo 716.
- Chloe Farnworth como Leah Sims.
- Emilio Doorgasingh como Hassan Esmaili; um ex-terrorista.